# Chad Stuart
Chad Stuart, pseudonimo di David Stuart Chadwick (Windermere, 10 dicembre 1941 – 20 dicembre 2020), è stato un cantante, doppiatore e attore britannico.

## Biografia
Fece parte del duo folk rock Chad & Jeremy, attivo negli anni sessanta, poi negli anni ottanta e nuovamente dal 2003.
Nel 1967, prestò la sua voce a Flaps, uno dei due avvoltoi del classico Disney Il libro della giungla.
Si sposò tre volte. I primi due matrimoni finirono con il divorzio: una delle mogli, Jill Gibson, gli dette tre figli, James (attore), Beau e Beth.
Chad Stuart è morto nel 2020 per polmonite. Dal 2010 era sposato con Judy Shelly.

## Filmografia parziale
- Il libro della giungla (1967) - voce